# Río Huequén
Río Huequén är ett vattendrag i Chile.   Det ligger i regionen Región de la Araucanía, i den södra delen av landet, 500 km söder om huvudstaden Santiago de Chile.
Trakten runt Río Huequén består till största delen av jordbruksmark. Runt Río Huequén är det ganska tätbefolkat, med 58 invånare per kvadratkilometer.